# Patín de pedales

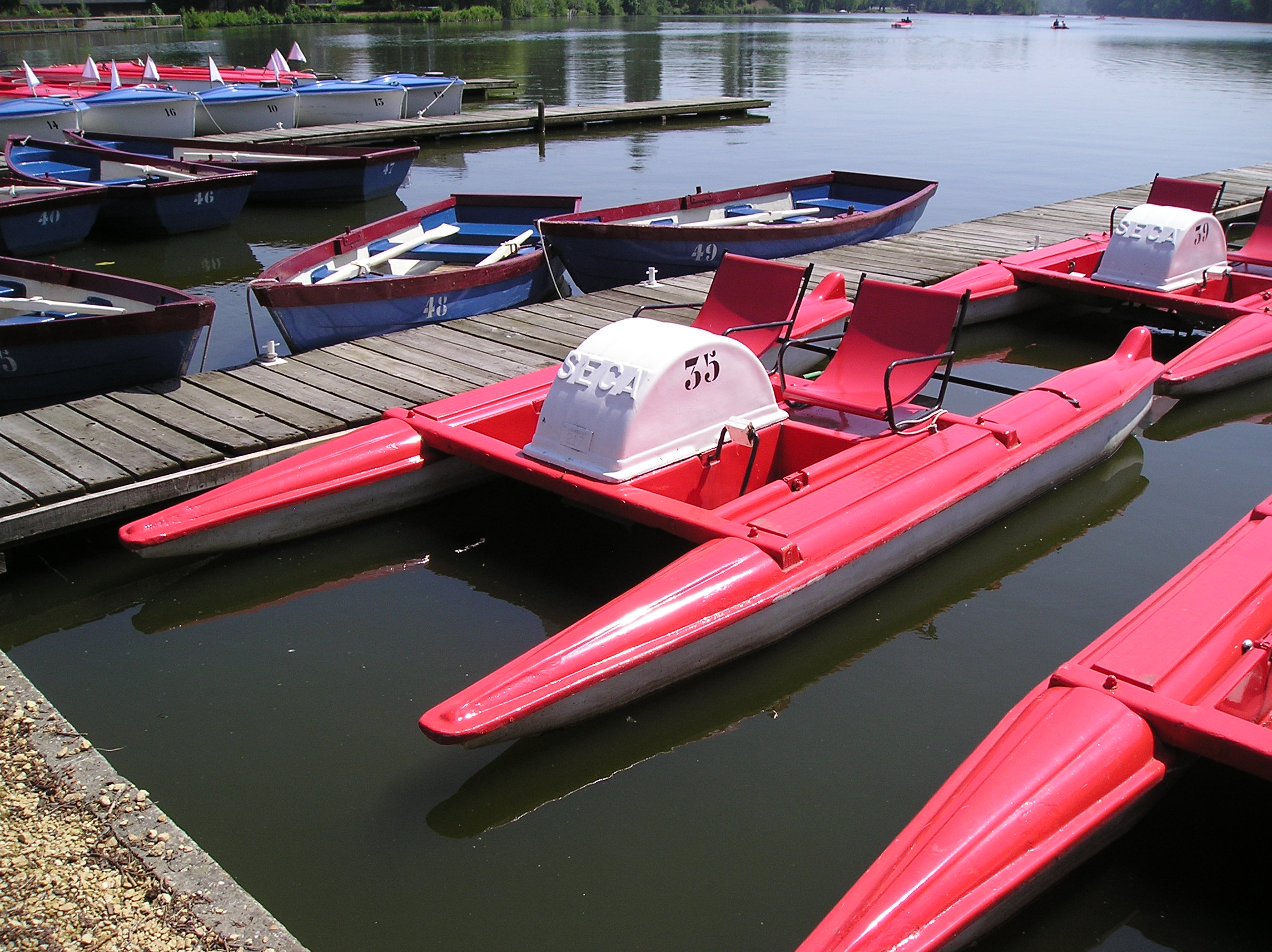
Un pedaló amarrado en el muelle

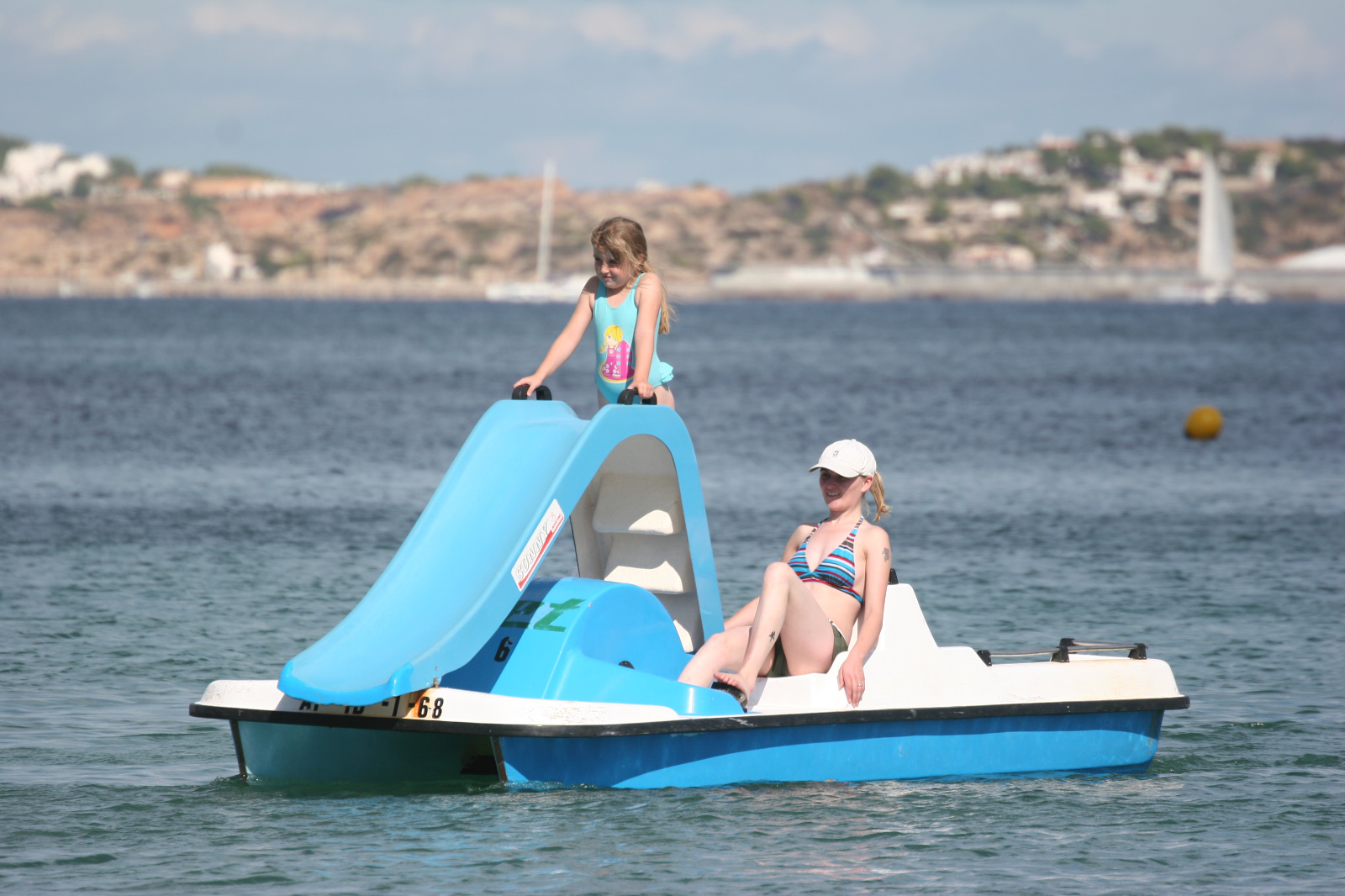
Pedaló con tobogán en Ibiza.

Un pedaló, patín de pedales, patín a pedales, pedalet, hidropedal, biciscafo o velomar es un tipo de embarcación de ocio tipo velocípedo, constituida con dos elementos flotantes paralelos, un asiento y unos pedales con un dispositivo que hace girar una rueda con palas o una hélice. Este dispositivo propulsa la embarcación, que va también equipada de un timón que los ocupantes accionan para dirigir la embarcación.
Frecuentemente se construye con fibra, para que sean ligeros y fáciles de mantener. Consiste en dos grandes flotadores o barras huecas completamente cerradas, a modo de plataforma flotante, sobre la que se instalan dos o más asientos para los tripulantes, disponiendo estos de un juego de pedales y un timón que les permiten mover unas palas de impulsión para mover y dirigir la embarcación. Los hay de diferentes formas y modelos (algunos admiten mayor número de ocupantes e, incluso, incorporan un tobogán). Como embarcación de recreo es muy popular en zonas turísticas, donde pueden alquilarse por horas. Suelen estar disponibles para alquilarse en parques con pequeños lagos, playas y ríos de aguas mansas.  
Normalmente son para dos personas, pero hay algunos que permiten un tercer ocupante. Hay algunos modelos de cuatro personas donde al menos dos han de accionar los pedales. Otros modelos llevan un pequeño tobogán para los niños.

## Etimología del nombre
La palabra "pedaló" proviene del francés pedal, que se originó en pédal'eau, una combinación de las dos palabras pedalear (pedal) y eau (agua).
Actualmente en Francia la palabra pedaleau es una marca registrada,[cita requerida] incluso si es la manera más común de llamar estas embarcaciones en el país vecino y sus territorios ultramarinos. El propietario, la empresa PNCM, no quiere permitir ningún uso genérico.[cita requerida]

## Historia
La primera referencia de una embarcación propulsada mediante pedales se encuentra entre los diseños dibujados por Leonardo Da Vinci, consistente en una barca impulsada por dos pedales.
Un donostiarra llamado Ramón Barea, patentó con éxito un hidropedal el 3 de junio de 1893, el cual le hizo merecedor de la Medalla de Oro y un diploma de la Academia de las Ciencias de Francia, la embarcación fue presentada en la Exposición Universal de París de 1900.[cita requerida]

## Uso

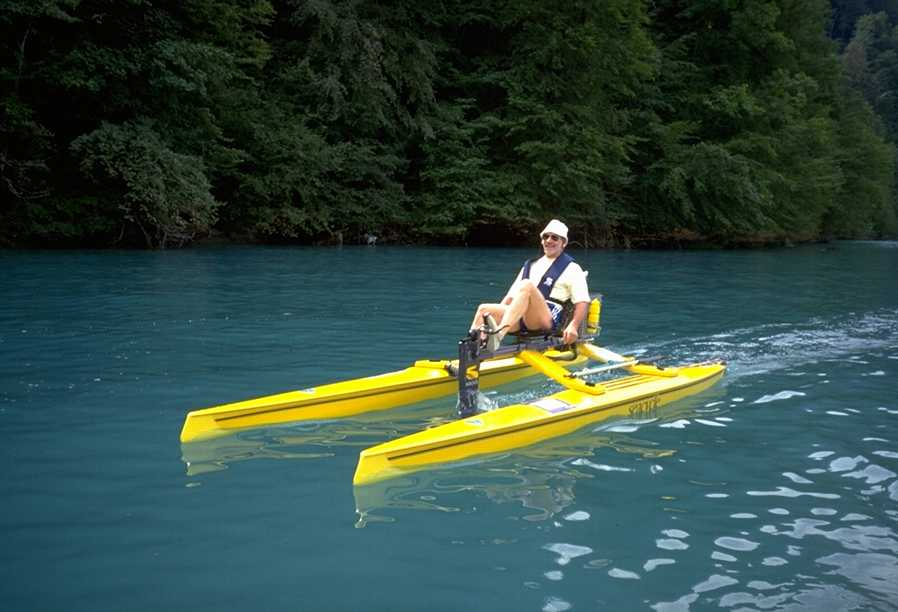
Hidropedal monoplaza

El pedal es una embarcación de recreo, ideal para las aguas tranquilas de los lagos, embalses y lagunas. Son comunes en las zonas turísticas de la costa en verano. Normalmente el pedaló es una embarcación de alquiler, que se alquila por unas horas de recreo. A menudo la gente los utiliza para alejarse de la playa y poder nadar en agua más limpia.
No es un barco muy marinero y es difícil de navegar en aguas movidas y en condiciones meteorológicas adversas. Aun así hay individuos que han navegado largas distancias oceánicas con pedalós especialmente diseñados.

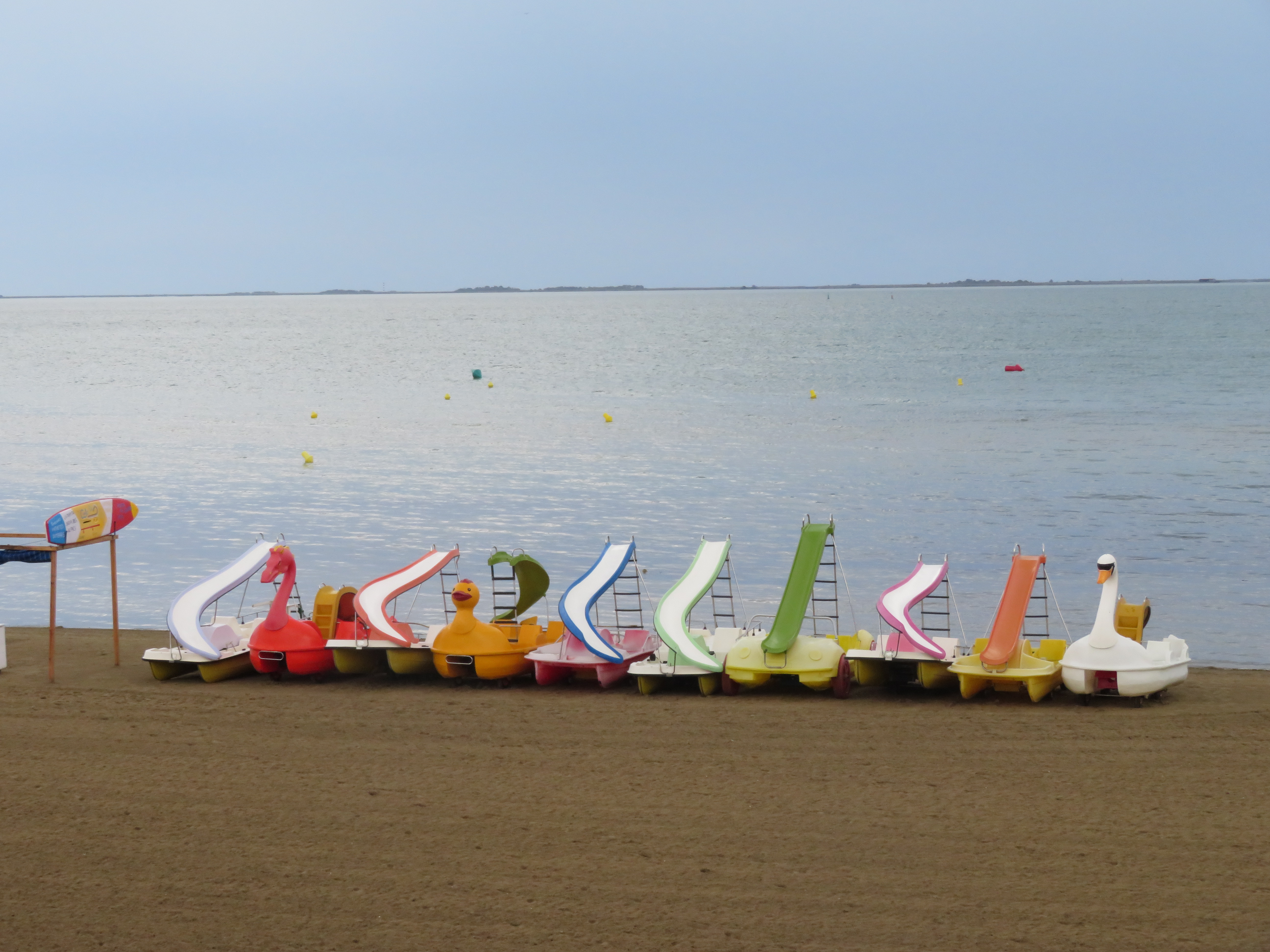
Actividades en la playa. Hidropedales con tobogán, patines a pedales, embarcaciones a pedales.